# 建义 (西秦)
建義（385年九月—388年六月）是十六國時期西秦政權，西秦烈祖宣烈王乞伏國仁的年號，共計3年餘。

## 纪年
| 建義 | 元年  | 二年  | 三年  | 四年  |
| ---- | ----- | ----- | ----- | ----- |
| 公元 | 385年 | 386年 | 387年 | 388年 |
| 干支 | 乙酉  | 丙戌  | 丁亥  | 戊子  |

## 参看
- 中国年号索引
  - 其他时期使用的建義年号
- 同期存在的其他政权年号
  - 太元（376年正月-396年十二月）：東晉皇帝晋孝武帝司马曜的年号
  - 太安（385年八月-386年十月）：前秦政权苻丕年号
  - 太初（386年十一月-394年六月）：前秦政权苻登年号
  - 建初（386年四月-394年四月）：后秦政权姚苌年号
  - 燕元（384年正月-386年二月）：后燕政权慕容垂年号
  - 建兴（386年二月-396年四月）：后燕政权慕容垂年号
  - 更始（385年正月-386年二月）：西燕政权慕容冲年号
  - 昌平（386年二月-三月）：西燕政权段随年号
  - 建明（386年三月）：西燕政权慕容顗年号
  - 建平（386年三月）：西燕政权慕容瑶年号
  - 建武（386年三月-九月）：西燕政权慕容忠年号
  - 中兴（386年十月-394年八月）：西燕政权慕容永年号
  - 建光（388年二月-391年十月）：翟魏政权翟辽年号
  - 凤凰（386年二月-十一月）：张大豫自立年号
  - 太安（386年十月-389年正月）：后凉政权吕光年号
  - 登国（386年正月-396年六月）：北魏政权拓跋珪年号